# 니콜라이 돌레잘
니콜라이 안토노비치 돌레잘(러시아어: Никола́й Анто́нович Доллежа́ль, 1899년 10월 27일~2000년 11월 20일)은 소련의 기계공학자이다. 소련의 원자폭탄 개발 계획에서 중요한 역할을 했으며 흑연감속 비등경수 압력관형 원자로 개발에 기여했다. 그는 소련의 핵무장에 기여한 공로로 국가의 인정을 받았으며 사회주의 노동영웅(1949, 1984), 스탈린상(1949, 1952, 1953), 레닌상(1957), 소련 국가상(1970, 1976)을 수상했다.